# Oktoberfest Windhoek
Das Oktoberfest Windhoek (auch Oktoberfest Namibia) ist eines der größten Volksfeste in Namibia. Es findet alljährlich im Oktober in der Hauptstadt Windhoek statt.

## Geschichte
Das Oktoberfest wird seit 1958 vom SK Windhoek und der namibischen Brauerei Namibia Breweries organisiert. Alljährlich wird ein spezielles Festbier gebraut.  Das Fest findet auf dem Gelände des Sportklub statt und zählt bis zu 6700 Besucher (2019) an zwei Tagen. Neben klassischen Oktoberfest-Bräuchen wie Fassanstich und Bierkrugstemmen ist seit 2011 auch die Hacker-Festzeltband Die Kirchdorfer fester Bestandteil des Programms. 
Beim Oktoberfest 2014 wurden von etwa 4500 Besuchern mehr als 10.500 Liter Bier getrunken.
Erstmals fand das Oktoberfest Windhoek 2015 auch an einem Wochenende in Kapstadt in Südafrika statt.
Seit 2022 findet das Oktoberfest in stark vergrößertem Umfang und an drei anstatt zwei Tagen statt. 2022 besuchten mehr als 6700 Gäste das Oktoberfest.